# Alice Rasmussen
Alice Rasmussen, född Fallai 3 november 1926, är en italiensk-svensk författare med huvudinriktning på konsthistoria, botanik och författaren August Strindberg.

## Biografi
Alice Rasmussen, som är dotter till Luigi Fallai och Alice Carlsson, är uppväxt i Rom, Italien och i Stockholm. Hon är systerdotterdotter till Charles Lachs, vars konstnärskap hon skildrat i Södermalm med omnejd i bilder av Charles Lachs (Stockholmia förlag, 2009).
Hon har avlagt fil. kand-examina i konstvetenskap, italienska och litteraturvetenskap vid Stockholms universitet, utöver studier i religionshistoria.
Genom sitt intresse för botanik har hon bland annat varit inventerare för Sörmlands flora.

## Författarskap
Alice Rasmussen har medverkat med flertal uppsatser bland annat i Strindbergiana (Strindbergssällskapet) (1985, 2000, 2004, 2005, 2006), Bokvännen (1988:3, 1989:3,1990:6) och Kulturens Värld (1990:3) med mera.
Mest känd är Rasmussen för sitt författarskap bestående av flera titlar om den svenske författaren August Strindberg förenat med intresse för botanik. Exempelvis mottog andraupplagan Strindbergs flora (CKM Förlag, 2012) flera kritikerrosande recensioner i svensk riksmedia under Strindbergsåret 2012:
| ”                                             | Hon har lagt ned ett ofattbart stort arbete på att hitta alla hans växt- och landskapsbeskrivningar. [...] Hon ser honom som realist och som symboliker och hon förlåter honom hans botaniska felaktigheter för den stora poesins skull. [...] Hon ser honom med ömhet när han sent i livet sitter i fönstret till sin våning på Karlavägen och iakttar vitsipporna genom kikare. Den som gått in i den stora livskampsdiktningen frestas inte att skutta omkring och exkurrera. Men han har ett helt livs botaniska iakttagelse att ösa ur när han i "Till Damaskus" mystifierar oss med Hyoscyamus och Mandragora. | „ |
| – Kerstin Ekman, 20 mars 2012, Dagens Nyheter | |   |

| ”                                                                                            | Betraktad som botanisk inventering är Alice Rasmussens närläsning herkulisk, imponerande. | „ |
| – Fredrik Sjöberg, författare, biolog och litteraturkritiker, 12 maj 2012, Svenska Dagbladet |                                                                                           |   |

## Utställningar
- Skärmutställningen "Södermalm när seklet var ungt skildrat av Charles Lachs" på Stadsbiblioteket vid Medborgarplatsen, med foton av Charles Charles etsningar i samband med stadsdelen Södermalms 700-årsjubileum (1988).[7]